# Fuchsräude

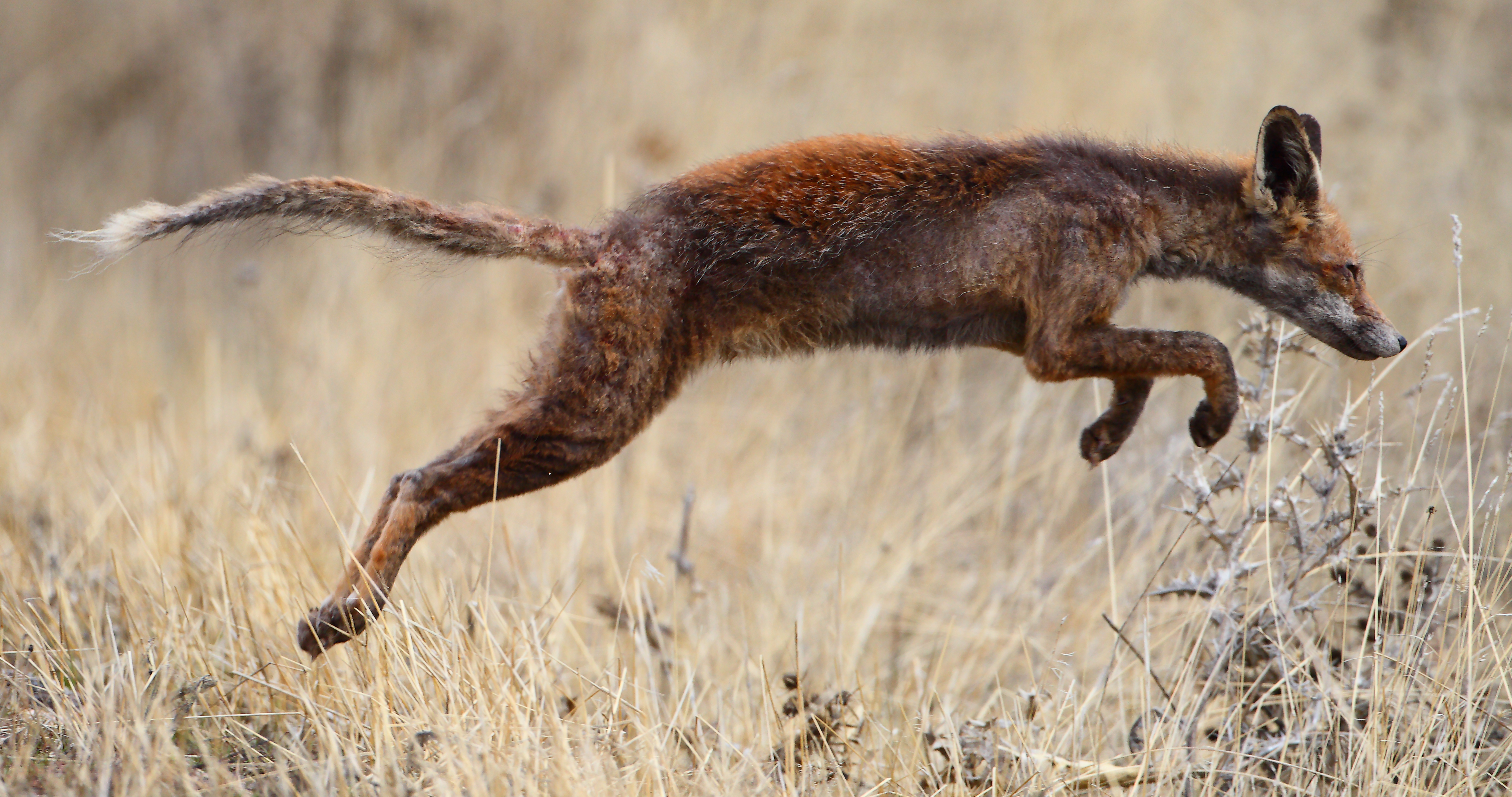
Rotfuchs mit Sarcoptes-Räude

Die Fuchsräude, medizinisch Sarcoptes-Räude des Fuchses, ist eine parasitäre Hauterkrankung, die durch die Räudemilbe Sarcoptes scabiei hervorgerufen wird. Sie führt in der Regel innerhalb von 3 Monaten zum Tod des befallenen Fuchses, kann aber auch ausheilen oder ohne klinische Symptome fortbestehen. Die Erkrankung wird überwiegend durch direkten Kontakt von Fuchs zu Fuchs übertragen und ist hoch ansteckend. Eine Übertragung und Ansteckung auf den Haushund durch Kontakt zu Füchsen oder über Fuchsbaue ist möglich, wobei der Hund das Krankheitsbild einer Sarcoptes-Räude des Hundes entwickelt. Der Mensch dagegen ist für den Erreger der Fuchsräude ein Fehlwirt; die Milbe pflanzt sich dort nicht fort. Dennoch kann es zu einer Hauterkrankung, der Pseudokrätze, kommen. Schon eine kurze Berührung eines kranken Tieres kann bei Menschen reichen, um sich anzustecken.

## Erreger und Krankheitsentstehung

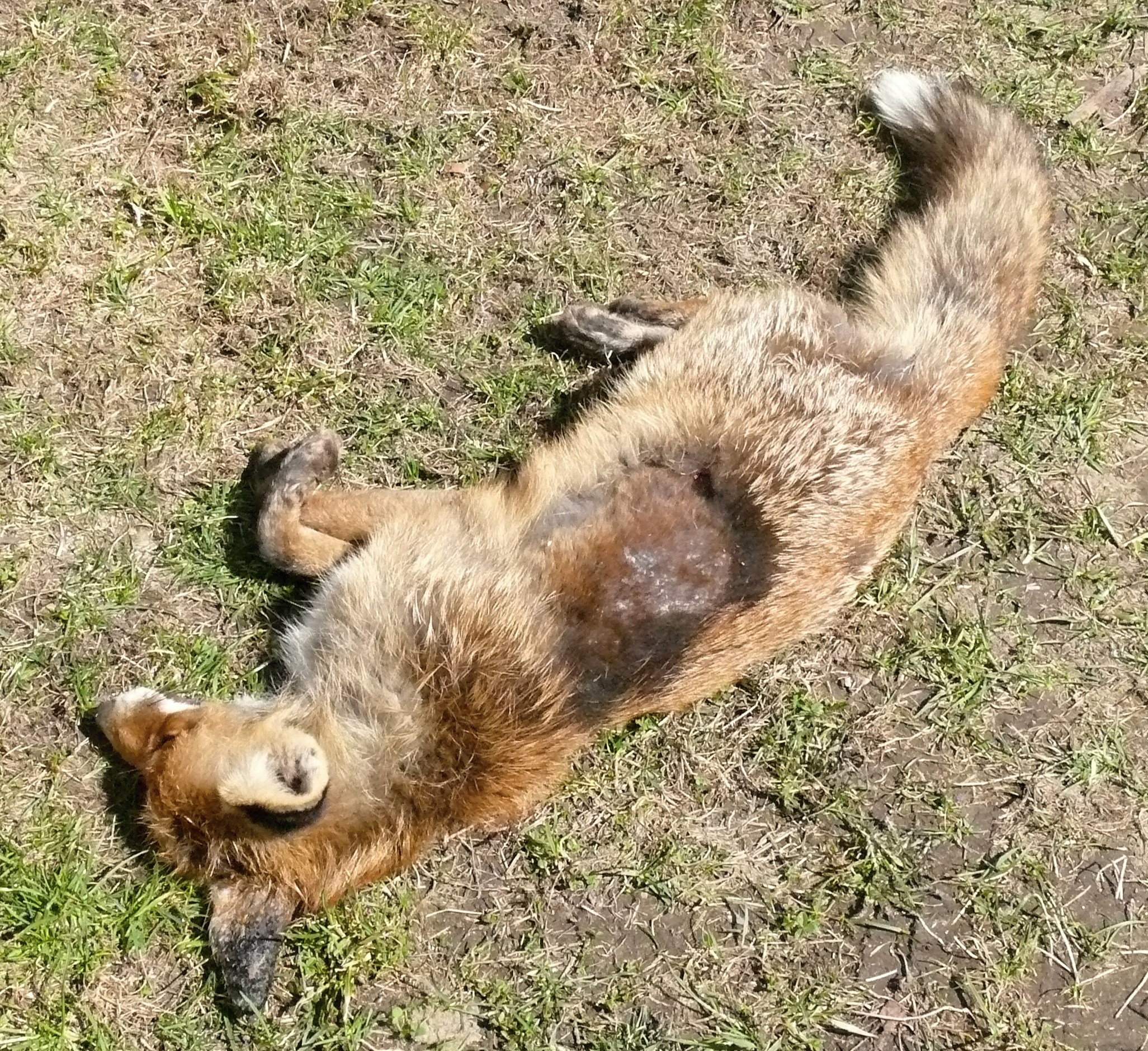
Räudiger Fuchs

Erreger der Fuchsräude ist die Grabmilbe Sarcoptes scabiei. Diese Milbe ist überwiegend wirtsspezifisch, der Erreger der Fuchsräude wird als Sarcoptes scabiei var. vulpes (oder auch Sarcoptes vulpes) bezeichnet. Sie kann aber – wie auch Sarcoptes scabiei var. canis – jahreszeitunabhängig Haushunde und andere Arten aus der Familie der Hunde wie Wölfe und Kojoten infizieren. Hier erfolgt der Kontakt mit der Übertragung, wenn Füchse als Mesoprädatoren vom Wolf oder Kojoten erbeutet werden. Wahrscheinlich werden auch Marder infiziert. Auch Luchse können wahrscheinlich infolge einer Übertragung erkranken.
Die Grabmilbe verursacht eine allergische Reaktion der betroffenen Tiere auf Milbenantigene (beispielsweise aus Eiern, Speichel oder Kot der Milben), was mit starkem Juckreiz einhergeht. Deshalb kratzen oder beißen die Füchse sich, und es kommt zu Hautläsionen, auch offenen Wunden, die weit über die von den Milben unmittelbar und die durch die allergischen Reaktionen verursachten Schäden der Haut hinausgehen. Häufig treten Sekundärinfektionen der betroffenen Hautgebiete auf.

## Epidemiologie

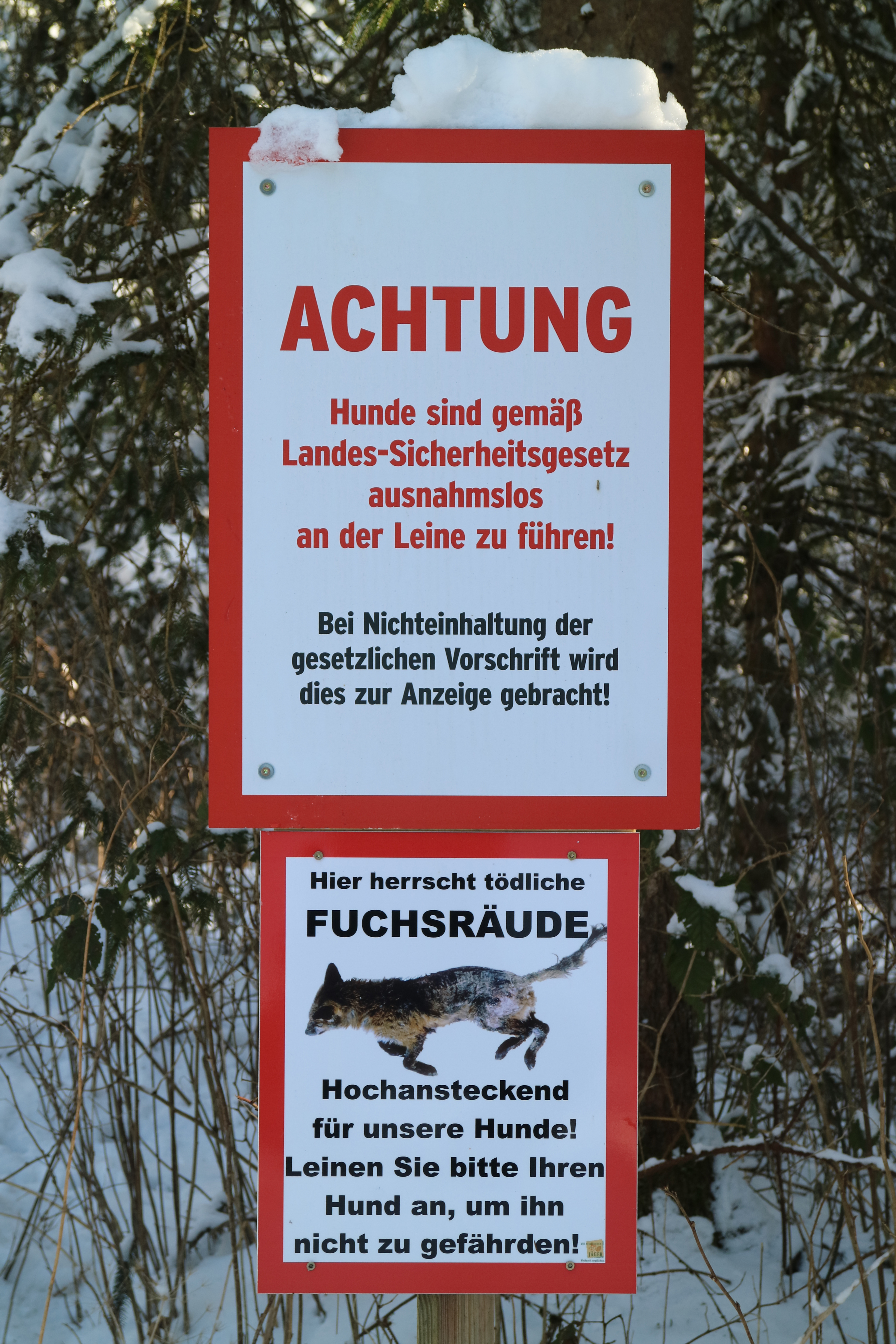
Hinweis zur Leinenpflicht für Hunde im Kaiserwald

Für die Übertragung der Fuchsräude spielt die Populationsdichte eine wesentliche Rolle. In Regionen mit einer sehr dichten Fuchspopulation, in der die Tiere noch keinen Kontakt mit der Milbe hatten, sind die Erkrankungsraten besonders hoch. Damit ist die Fuchsräude beim Rotfuchs das klassische Dichteregulativ. Es gibt jedoch auch Hinweise darauf, dass sich Fuchspopulationen an den Parasiten anpassen und Infektionen häufiger ohne klinische Symptome verlaufen.